# Titan IV

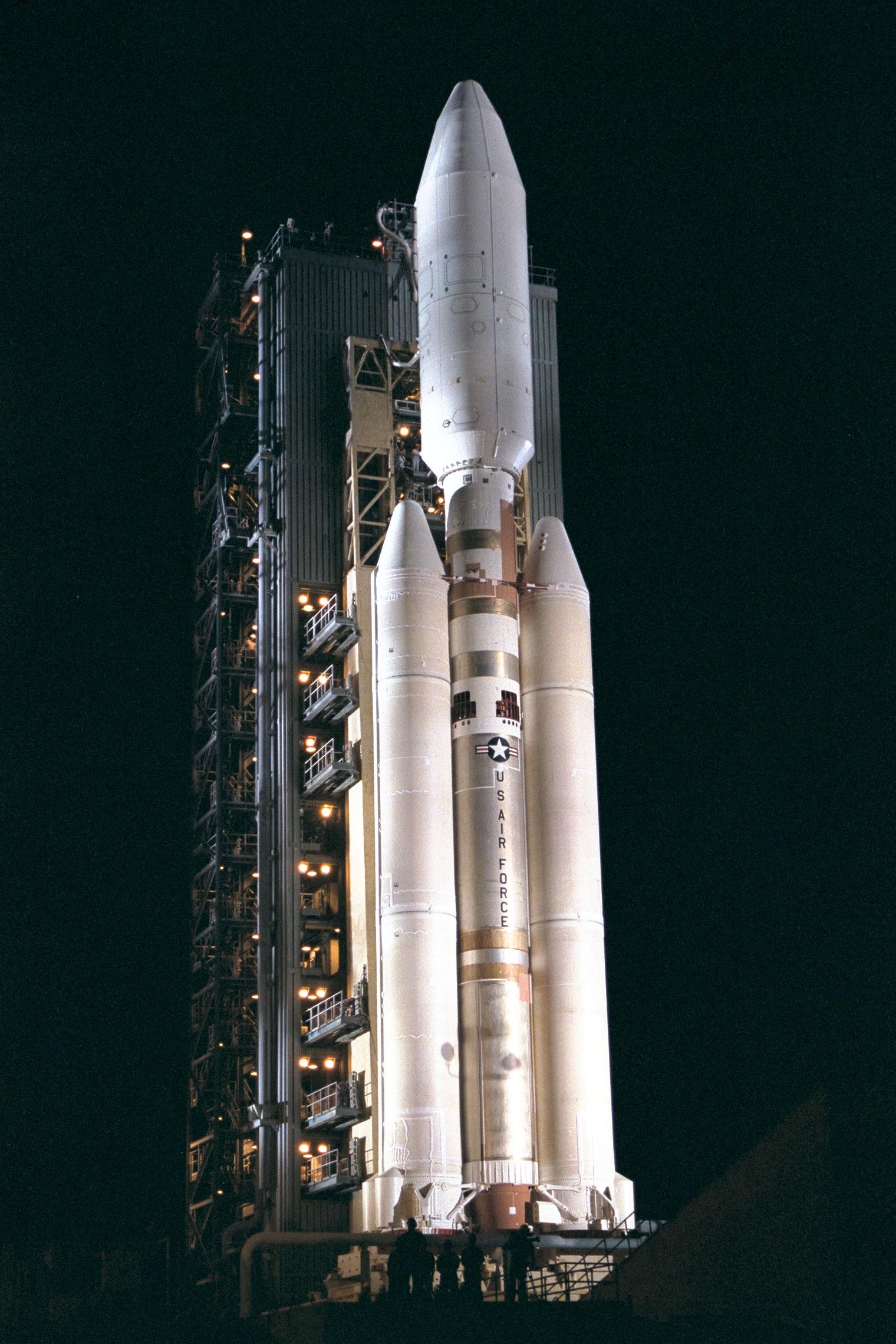
Titan 4B/Centaur z sondą Cassini na stanowisku startowym 40, Przylądek Canaveral

Titan IV (włączając IVA i IVB) – model rakiety nośnej, która była używana przez US Air Force. Pierwszy start tej rakiety nastąpił 14 czerwca 1989 r., ostatni start odbył się 19 października 2005 r.
Rakiety Titan IV wynosiły na orbitę satelity wojskowe, ale za pomocą tej rakiety została też wystrzelona sonda kosmiczna Cassini-Huygens z misją na Saturna. Łącznie rakiety tego typu startowały 39 razy, cztery starty zakończyły się niepowodzeniem.
Osiągi tej rakiety można porównać z obecnie używanymi rakietami Delta IV Heavy i Atlas V.
Istniały dwie główne odmiany – Titan IVA i Titan IVB różniące się rodzajem użytych członów wspomagających (dopalaczy). Oprócz tego każda z tych odmian miała swoje warianty – dwustopniowe, trójstopniowe (z dodanym członem górnym Centaur) lub czterostopniowe (w tym przypadku członem górnym był dwustopniowy Inertial Upper Stage).